# Bundesgymnasium Gallusstraße
Das Bundesgymnasium Gallusstraße (BG Gallusstraße) ist ein österreichisches Bundesgymnasium in der Vorarlberger Landeshauptstadt Bregenz.

## Geschichte

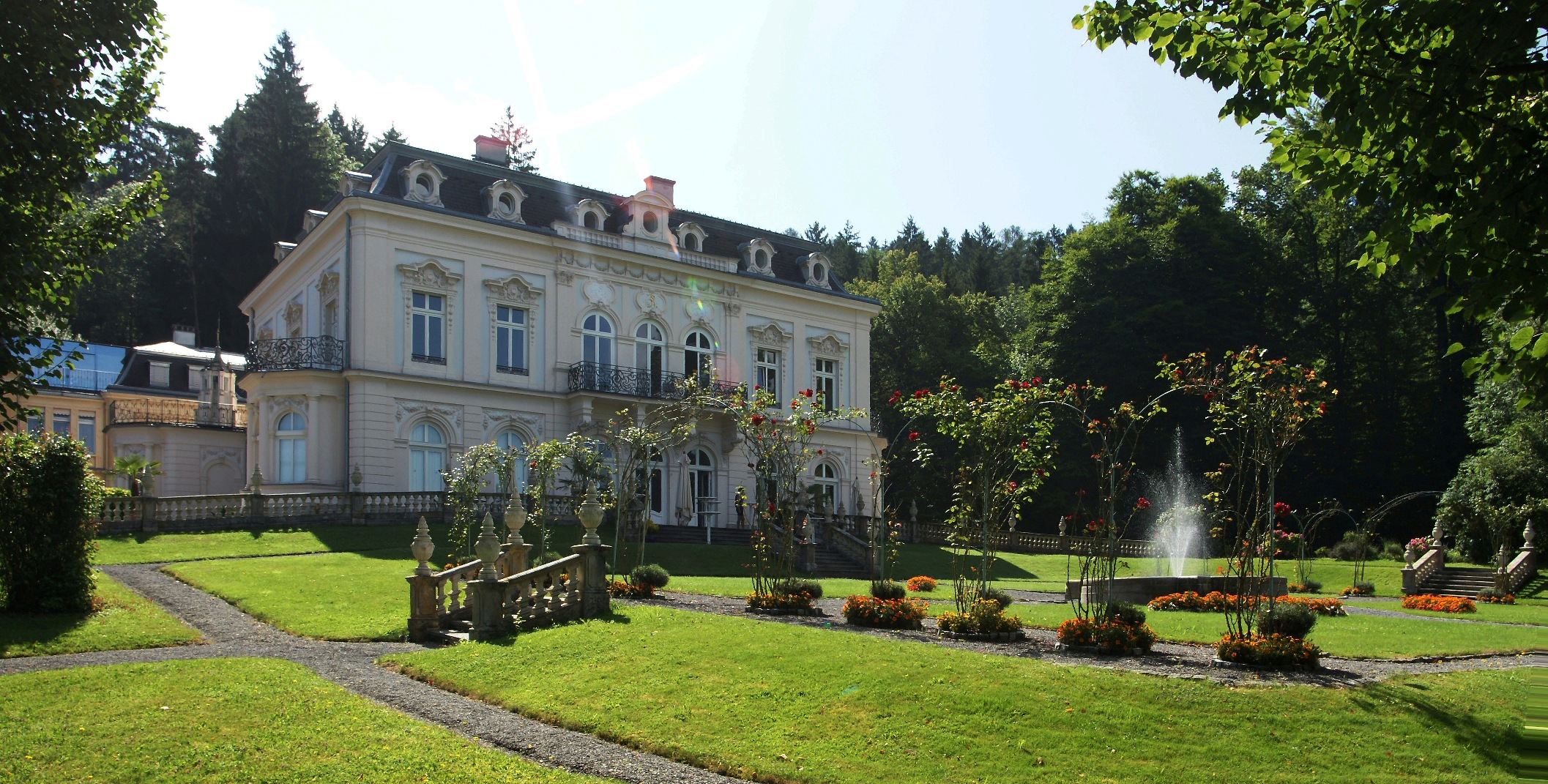
Kloster Marienberg in der Villa Raczyński (2008); heute Seminarhaus

Der Konvent der Dominikanerinnen gründete 1878 eine private Klosterschule, der älteste Vorläufer des jetzigen Bundesgymnasiums. 1924 stellte das Kloster Marienberg die Räume für ein Mädchengymnasium zur Verfügung, Lehrer und der Direktor kamen aus dem Knabengymnasium.
1935 wurde aus dem Realgymnasium ein Oberlyzeum mit den zwei Schultypen Oberlyzeum und Frauenoberschule.
Nach dem Anschluss Österreichs an das nationalsozialistische Deutsche Reich 1938, wurde den Dominikanerinnen am Kloster Marienberg die Führung der Schule untersagt. Schule und Schülerinnenheim wurden verstaatlicht. Zielsetzung der Schule und der Lehrplan wurden reichsdeutschen Typen angeglichen. Die Schule erhielt den neuen Namen Oberschule für Mädchen.
1944 musste die Schule vorübergehend ins Knabengymnasium an der Gallusstraße umziehen, weil das Kloster Marienberg als Kriegslazarett verwendet wurde. Dort versuchte man den Unterricht so gut wie möglich fortzusetzen. 1945 wurde der Schulbetrieb kriegsbedingt eingestellt.
Im September 1945 begann man die Schule wieder aufzubauen. Die Neugründung wurde zu einem schwierigen Unterfangen, obwohl sie vom Vorarlberger Landesausschuß befürwortet wurde. Man erwog in verschiedene Gebäude einzuziehen.
Zunächst konnte die Schule erneut ein paar Räume im Knabengymnasium an der Gallusstraße beziehen, die die Schülerinnen selbst herrichteten. Im Oktober 1945 startete das erste Schuljahr.
Von 1945 bis 1949 war der frühere Unterrichtsminister Emil Schneider erster Direktor des Bundesrealgymnasiums für Mädchen in Bregenz.

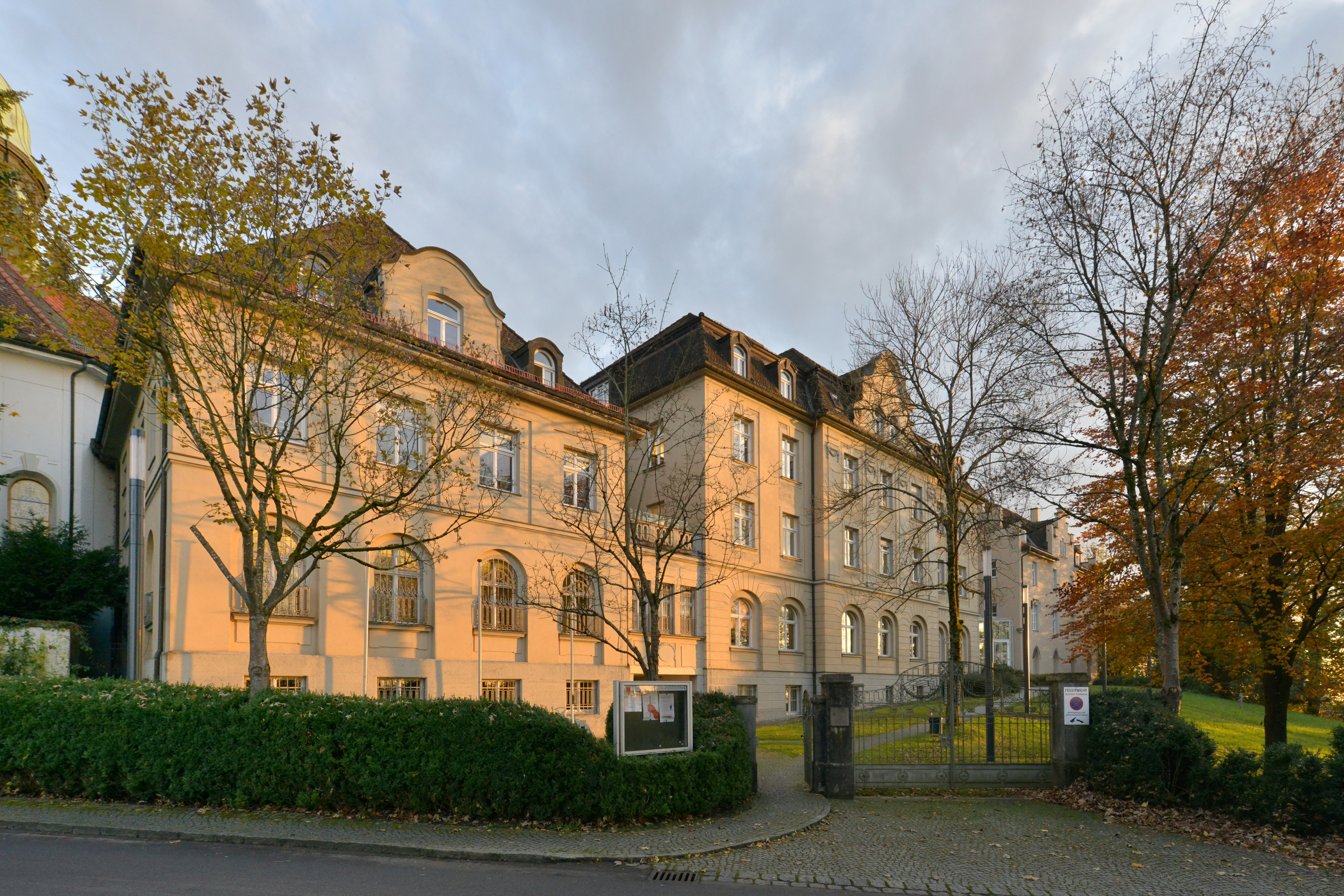
Ehemaliges Benediktinerstift St. Gallus (2009); heute Vorarlberger Landesbibliothek

Am 24. April 1946 übersiedelte die Schule in das im Benediktinerkloster St. Gallusstift, die heutigen Gebäude der Vorarlberger Landesbibliothek.
Im August 1946 wandelte man die Schule in ein Realgymnasium für Mädchen um und der Lehrplan von 1938 kehrte zurück. Zwei Jahre später wurde sie zu einer staatlichen Lehranstalt.
Nach dem Umzug des Knabengymnasiums in das neu errichtete Bundesgymnasium Blumenstraße übersiedelte die Schule an den jetzigen Standort, die Gallusstraße 4.
Seit 1982 wird die Schule in Koedukation geführt.

## Architektur und Gebäude
Der Entwurf des denkmalgeschützten Hauptgebäudes (Listeneintrag) für das ursprüngliche Knabengymnasium stammt vom Stuttgarter Architekturbüro E. & R. Schleicher. Die Architekten waren Grässel, Klingel, Dietrich und Baumeister Wacker. Der Spatenstich erfolgte am 6. Mai 1912. Im Frühjahr 1913 wurde der Innenausbau in Angriff genommen. Am 1. September 1913 war der Neubau des Gymnasiums fertiggestellt. Das Gebäude wird durch schwäbisch-ländlichen Jugendstil geprägt.
Im Hauptgebäude sind die Verwaltung, zwölf Klassenräume, mehrere Fachräume und die Schulmensa untergebracht. Im straßenseitig vorgelagerten ehemaligen Direktorenwohnhaus, das Bestandteil des denkmalgeschützten Ensembles ist, ist das Lern- und Informationszentrum (LIZ) untergebracht. Eine der Besonderheiten des Bundesgymnasiums Gallus ist eine Wetterwarte, die sich auf dem Dach des Gebäudes befindet. Dort werden die Messdaten der ZAMG für Bregenz gesammelt.
1986 wurde eine unterirdische Turnhalle zugebaut.
Von 2010 bis 2011 wurde nach einem Architekturwettbewerb anstelle eines früheren, aus den 1960er Jahren stammenden Nebengebäudes an gleicher Stelle ein vierstöckiger, freistehender Neubau für Schulzwecke errichtet, in dem sich weitere sechzehn Klassenräume (Unterstufe) und mehrere Fachräume befinden (Naturwissenschaften, EDV und Werkerziehung).
Das Projekt von HEIN architekten aus Bregenz erhielt 2014 eine Anerkennung des Österreichischen Bauherrenpreises.

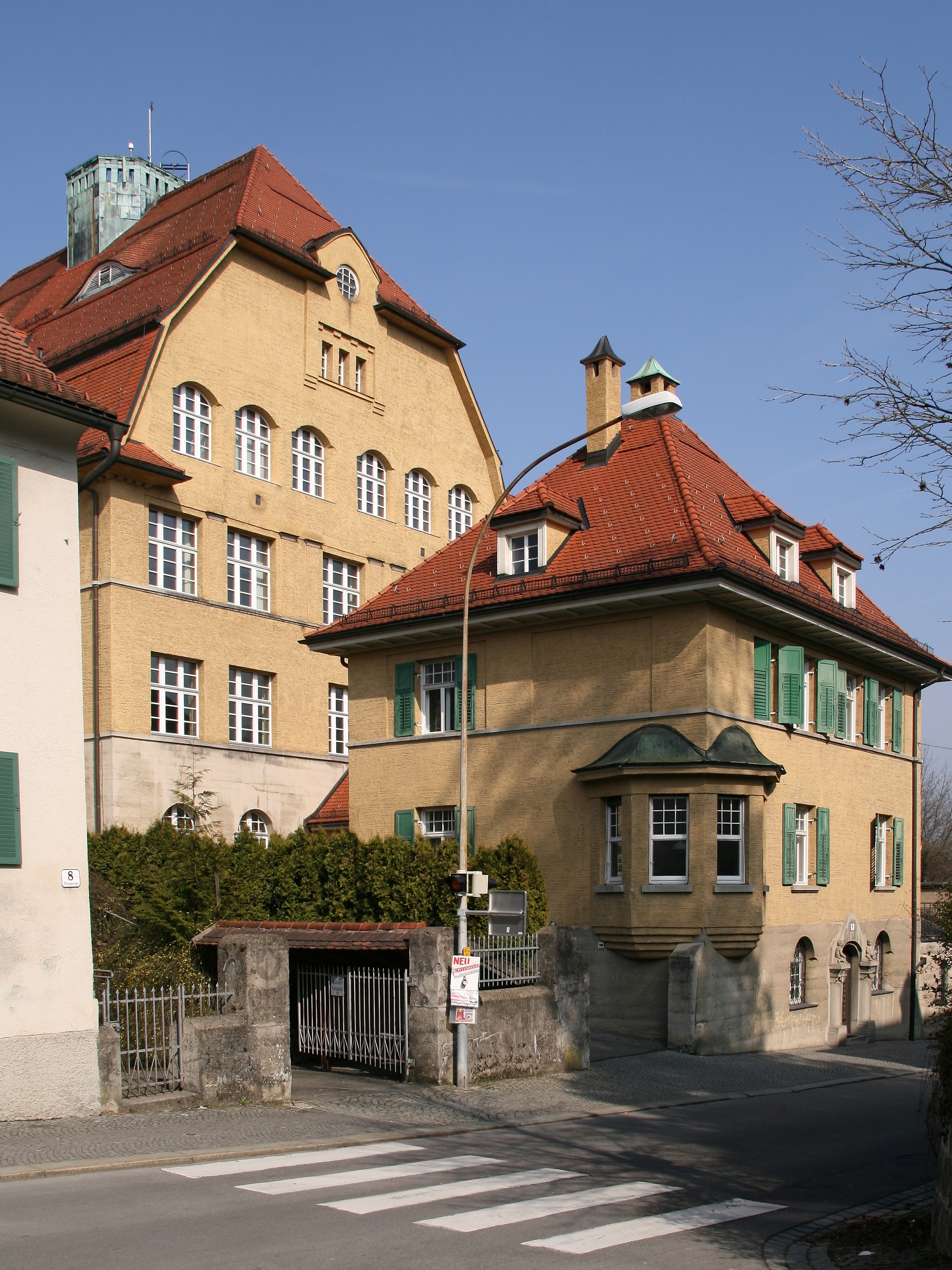
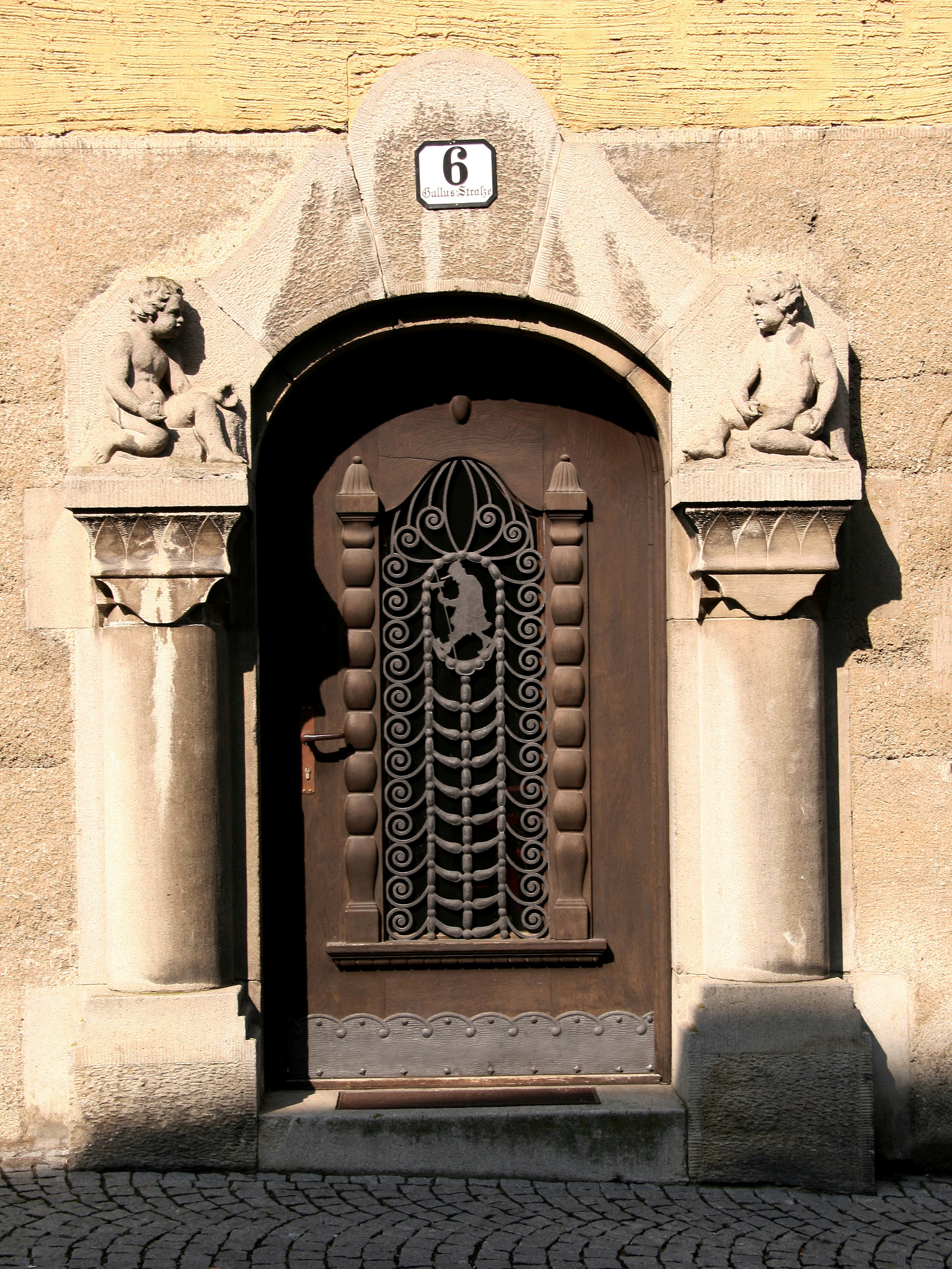
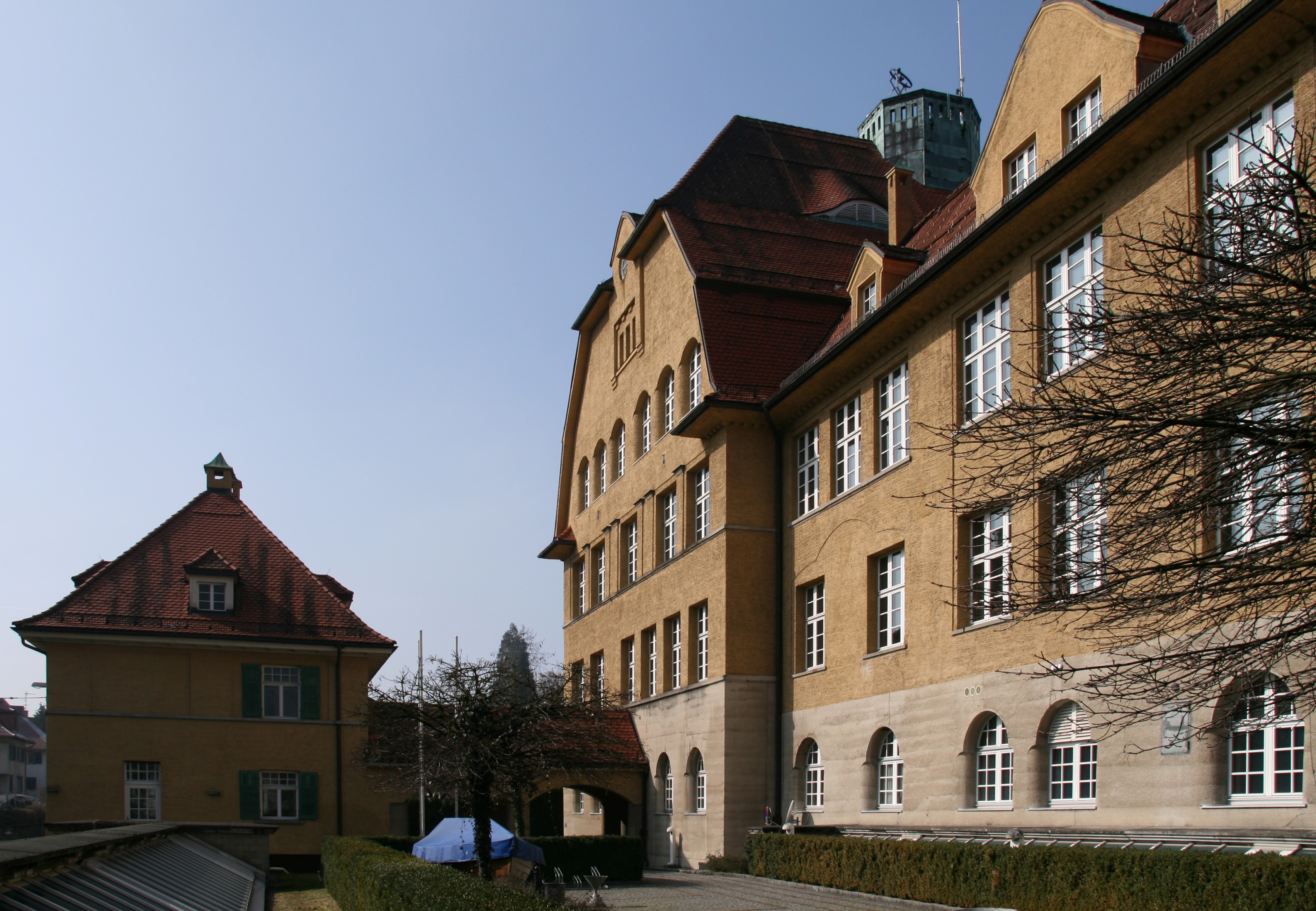

Vier weitere Klassen sind im benachbarten ehemaligen Kapuzinerkloster untergebracht.

Im Anschluss an die Fertigstellung des Erweiterungsbaus 2012, wurde in einem zweiten Bauabschnitt das denkmalgeschützte Bestandsgebäude ertüchtigt. Die Arbeiten umfassten die Nachrüstung einer Mensa mit Speisesaal, den Ausbau der Lehrerarbeitsbereiche sowie die Installation eines Fluchtstiegenhauses und eines Lifts.

## Lehrbetrieb
An der Schule werden die Sprachen Englisch, Französisch und Latein als Pflichtfächer unterrichtet, zudem kann man Italienisch und Spanisch ab der 6. Klasse als Wahlpflichtfächer wählen.
Den Schülerinnen und Schüler wird die Möglichkeit geboten, englische Sprachzertifikate und einen Computerführerschein zu machen. Die Schulleitung bemüht sich um vielfältige Freifächer, die wenn möglich alle Themengebiete abdecken und, sofern es fünf teilnehmende Schüler gibt, zustande kommen können. Um Schülern die Arbeit im sozialen Bereich näher zu bringen, gibt es das Projekt Public Service, in welchem Sechstklässler einmal pro Woche in einer sozialen Einrichtung tätig sind.
Auf eigenverantwortliches Lernen, Freiarbeit und Gruppenarbeit wird an der Schule sehr viel Wert gelegt.
Es finden immer wieder, durch engagierte Lehrer und Schüler initiiert, verschiedene Projekte, wie zum Beispiel Boost (ein Nachhilfeprogramm von Schülern für Schüler), Schulmediation und English In Action, sowie diverse Umweltprojekte wie das Schulbiotop statt.
Ein wichtiger Schwerpunkt ist die Ausbildung sozialer Kompetenz, um die Gemeinschaft vor Mobbing und Konflikten zu schützen. Außerdem wird sie durch Wintersport- und Projektwochen und unterschiedliche Freifächer gefördert und verbessert. Von den Schülern sehr geschätzt wird das LIZ, das eine kleine Bibliothek und Platz zum Arbeiten bietet.

## Persönlichkeiten
Bekannte ehemalige Absolventen und Besucher der Einrichtung sind unter anderem:
- Gabriele Sprickler-Falschlunger (* 1956); Ärztin und Politikerin
- Sabine Haag (* 1962); Direktorin des Kunsthistorischen Museums Wien
- Eva Hammerer (* 1975); Österreichische Politikerin aus Bregenz
- Burkhard Josef Berkmann (* 1976); Österreichischer katholischer Theologe und Kirchenrechtler in München
- Carla Schwaderer (* 1991); Film- und Theaterschauspielerin aus Bregenz